# أنثروسول
التربة الأنثروسولية( anthrosol) أو التربة البشرية(anthropogenic soil ) في نظام تصنيف التربة الدولي (WRB)  هي نوع من التربة التي تشكلت أو تم تعديلها بشكل كبير بسبب النشاط البشري طويل الأمد، مثل الري أو إضافة النفايات العضوية أو زراعة الحقول الرطبة المستخدمة لإنشاء حقول الأرز .

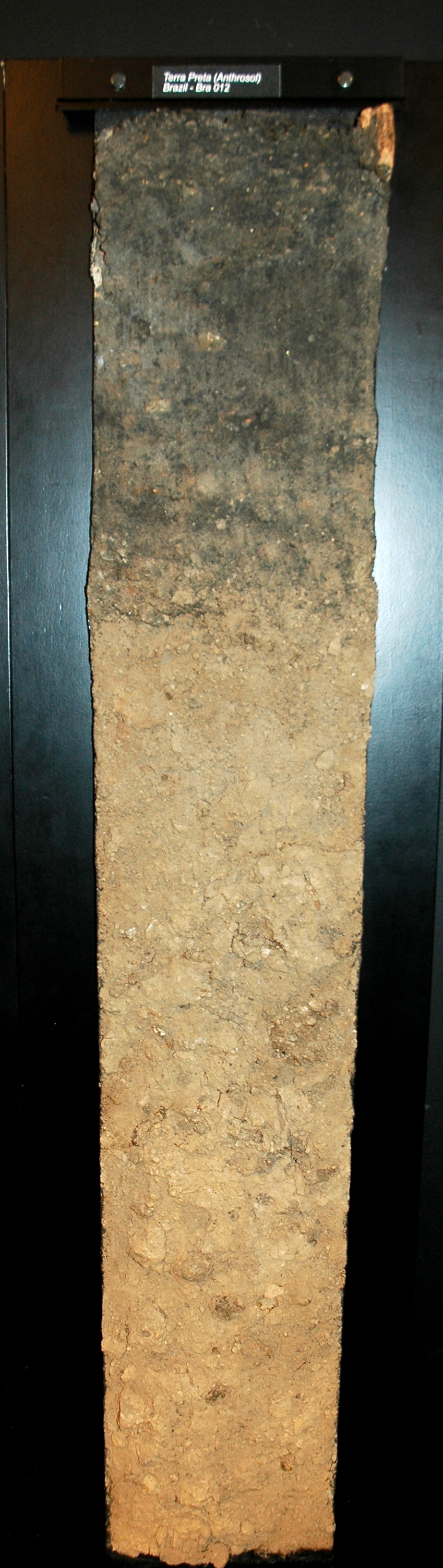
ملف تعريف تربة تيرا بريتا ، وهي نوع من أنواع التربة التي توجد في حوض الأمازون.

يمكن أن تكون هذه التربة قد تكونت من أي تربة أصلية، و توجد عادة في المناطق التي تمارس فيها الزراعة منذ قرون. كما يمكن العثور عليها في جميع أنحاء العالم، على الرغم من أنها تميل إلى أن تكون لها آفاقمختلفة في مناطق متعددة. على سبيل المثال، في شمال غرب أوروبا، عادة ما يكون للأنثروسولات آفاق ترابية أو أرضية تتأثر بشدة بالسماد ، و تغطي مجتمعة حوالي 500000 هكتار.
بسبب النطاق الواسع من تركيبات و بنيات الأنثروسول مقارنة بالترب الأخرى من نفس ترتيب التصنيف، هناك جدال حول ما إذا كان ينبغي تضمين الأنثروسول كمجموعة تربة مستقلة أم لا. 

## المكونات
يمكن أن يكون للأنثروسولات خصائص مختلفة بناءً على أصولها. فيعد التركيز العالي للفوسفات مؤشرًا شائعًا لتحلل المواد العضوية، مثل العظام أو الأنسجة أو البراز. و يمكن أن يكون اللون الداكن أيضًا نتيجة لكمية كبيرة من المواد العضوية، أو تواجد كربونات الكالسيوم، و الحديد، و المنجنيز. من المرجح أن يكون ارتفاع درجة الحموضة أو تركيز الكربونات ، من الناحية البشرية، نتيجة لإضافة رماد الخشب إلى التربة. كما يمكن أن توجد أيضًا آثار بشرية مثل الأدوات و النفايات في الأنثروسولات. علاوة على ذلك، تشمل المؤشرات الأخرى تركيزات النيتروجين و الكالسيوم و البوتاسيوم و المغنيسيوم والحديد والنحاس و الزنك. 

## في علم الآثار
يمكن استخدام وجود الأنثروسولات للكشف عن السكن البشري طويل الأمد، فقد استخدمت من طرف علماء الآثار لتحديد المواقع ذات الأهمية. حيث يمكن وصف الأنثروسولات التي يمكن أن تشير إلى مثل هذا النشاط على سبيل المثال، بأنها، ضارة نتيجة الاستخدام طويل الأمد للسماد لتخصيب التربة، و غير ضارة نتيجة استخدام الفيضانات أو الري السطحي ، و بستانية بسبب الزراعة العميقة و استخدام السماد و وجود مواد عضوية أخرى من صنع الإنسان مثل نفايات المطبخ وأنثراكويكية ( anthroposman - و aqua ) نتيجة إدارة رطوبة التربة من طرف الإنسان بما في ذلك الري أو بناء المدرجات . يمكن الكشف عن الأنثروسولات عن طريق الفحص البصري للتربة، أو حتى من خلال صور الأقمار الصناعية. 

## استخدامات أخرى
بسبب التركيز العالي للمعادن، وخاصة العضوية منها المتحللة، فإن الأنثروسولات مفيدة للزراعة. إضافة إلى ذلك، و في سياق بيئي، تعمل الأنثروسولات المُدارة جيدًا كمصدر للكربون . 

## إقرأ أيضا
- هوارد، ج. (2017) التربة البشرية ؛ دار النشر الدولية سبرينغر،(ردمك 978-3-319-54330-7)
- دبليو. زيك، ب. شاد، ج. هينترماير-إيرهارد: تربة العالم. سبرينغر، برلين 2022، الفصل 12.3.2.(ردمك 978-3-540-30460-9)رقم الكتاب الدولي المعياري 978-3-540-30460-9

## روابط خارجية
- صور شخصية (مع التصنيف) الصفحة الرئيسية لـ WRB
- صور شخصية (مع التصنيف) نسخة محفوظة 2018-09-30 على موقع واي باك مشين. </link> عالم التربة التابع لـ IUSS